# Smilgropen
Smilgropen, radioprogram av Hans Alfredson och Tage Danielsson, som sändes 26 december 1960. Radioshowen innehöll flera Music Hall-nummer med musik av bl.a.Flanagan & Allen och text av Hasse & Tage. Dessutom medverkade Mats Olssons Smilgropsorkester och sånggruppen Moonshiners.
- Tage Danielsson – Programpresentation Home Town (signatur)
- Hans Alfredson / Walter Larsson - Under stadens broar Underneath the Arches
- Brita Borg – Knäpp igen din överrock Button Up Your Overcoat
- Martin Ljung – Paraplyflickarens visa
- Carl-Gustaf Lindstedt/ Hans Alfredson– En humoristisk dialog/Under stadens broar (repris)
- Tosse Bark & Moonshiners – Månskensnummer By the Light of the Silvery Moon
- Charlie Norman / Rolf Berg – Fri
- Carl-Gustaf Lindstedt / Walter Larsson - Om det inte vore som det vore
- Brita Borg & Moonshiners – Stör Inte Mina Drömmar
- Povel Ramel – I'm gonna sit right down and write myself a letter/Jag Tänkte Skriva Till Mig Själv/Den Dan Jag Läste En Bok The Day I Read A Book/ Musik, Maestro, Musik Music, Maestro, Please
- Stig Olin - Pajasen Som Log Under Masken Home Town
- Brita Borg – Endera Dan Some Of These Days / Fråga Vad Gänget I Baren Vill Ha The Boys In The Back Room
- Povel Ramel / Martin Ljung – Hej, Granne
- Mats Olsson Smilgropsorkester Home Town (signatur)